# Ливези (Мехединци)
Ливези (рум. Livezi) насеље је у Румунији у округу Мехединци у општини Флорешти. Oпштина се налази на надморској висини од 240 m.

## Становништво
Према подацима из 2002. године у насељу је живело 85 становника, од којих су сви румунске националности.